# سوزن ریل

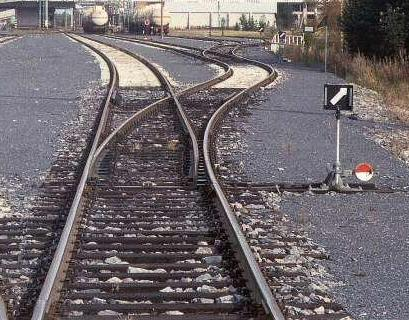
سوزن راه‌آهن

سوزن ریل (به انگلیسی: Railroad switch) یک وسیله مکانیکی است که به قطارها امکان تغییر از یک مسیر به مسیر دیگر را در تقاطع‌ها فراهم می‌سازد.
سوزن واژه ای فارسی است که از دو واژه (سو) و (زن) تشکیل شده و دلیل نامگذاری آن به معنای وسیله ایست که سو و جهت را تعیین می کند.
به کسی که سوزن راه‌آهن را نگهبانی می‌کند و مسئول قطع و وصل ریل‌ها در هنگام عبور قطارها سوزن‌بان می‌گویند.
سوزن از ۳ قسمت تیغه،دماغه و قلب تشکیل شده است و طول تراورس ها در قسمت سوزن ریل بیشتر از حالت عادی میشود.